# Dominik Olejniczak
Dominik Olejniczak (ur. 1 lipca 1996 w Toruniu) – polski koszykarz grający na pozycji środkowego. Reprezentant Polski seniorów, występował także w kadrach narodowych do lat 18 i 20. Od 2023 zawodnik Saint-Quentin.

## Życiorys

### Kariera klubowa
Olejniczak jest wychowankiem Twardych Pierników Toruń. Na centralnym szczeblu rozgrywek ligowych zadebiutował w barwach SMS-u PZKosz Władysławowo, z którym w latach 2012–2015 grał w II lidze.
Od 2015 roku występuje w rozgrywkach dywizji I NCAA. W sezonie 2015/2016 był zawodnikiem zespołu Drake Bulldogs, reprezentującego Drake University – wystąpił w 30 spotkaniach NCAA, zdobywając średnio po 6,5 punktu i 4,3 zbiórki na mecz. Notując skuteczność rzutów za 2 punkty na poziomie 72,2% był drugim najlepszym pod tym względem zawodnikiem w całej dywizji I NCAA w sezonie 2015/2016. Po zakończeniu sezonu 2015/2016 zdecydował się przenieść na uczelnię University of Mississippi, gdzie grał w zespole Ole Miss Rebels – zgodnie z przepisami rozgrywek akademickich w sezonie 2016/2017 mógł jednak tylko trenować z zespołem Rebels, a w rozgrywkach dywizji I NCAA mógł ponownie występować od sezonu 2017/2018. W sezonie 2019/2020 zawodnik Florida State University.
2 lipca 2020 dołączył do Trefla Sopot. 6 lipca 2021 został zawodnikiem francuskiego BCM Gravelines Dunkierka. 12 lipca 2023 zawarł umowę z francuskim Saint-Quentin Basketball.

### Kariera reprezentacyjna
Olejniczak występował w reprezentacjach Polski do lat 18 i 20. Z pierwszą z nich w 2013 wystąpił w dywizji B mistrzostw Europy w tej kategorii wiekowej, a rok później zajął 16. miejsce w dywizji A. Z kolei z kadrą do lat 20 w 2016 wziął udział w rozgrywkach dywizji B mistrzostw Europy do lat 20.
Po zakończeniu ostatniej z tych imprez został zaproszony na udział w zgrupowaniu reprezentacji Polski seniorów. 5 sierpnia 2016 roku, w meczu sparingowym z Holandią, zadebiutował w jej barwach, zdobywając w tym spotkaniu 2 punkty.
Olejniczak jako junior występował również w rozgrywkach koszykówki w wersji 3x3, będąc reprezentantem Polski do lat 18 – w 2013 roku zajął 8. pozycję w mistrzostwach świata do lat 18 w tej dyscyplinie, a rok później uplasował się na 5. miejscu na Letnich Igrzyskach Olimpijskich Młodzieży 2014.

## Osiągnięcia
Stan na 6 grudnia 2023, na podstawie, o ile nie zaznaczono inaczej.

### Indywidualne
- Najlepszy Polski Debiutant EBL (2021)[13]
- Najbardziej energetyczny zawodnik EBL (2021)[14]
- Zaliczony do:
  - I składu kolejki EBL (5, 12, 18 – 2020/2021)[15][16][17]
  - II składu EBL (2021 przez dziennikarzy)[18]

### Reprezentacja
Seniorska
- Uczestnik mistrzostw:
  - świata (2019 – 8. miejsce[19])
  - Europy (2022)[20]

Młodzieżowa
- Wicemistrz Europy U–18 dywizji B (2013)
- Uczestnik mistrzostw Europy:
  - U–18 (2014 – 16. miejsce)
  - U–20 dywizji B (2016 – 6. miejsce)